# Bułgarski wikariat apostolski Tracji
Bułgarski Wikariat Apostolski Tracji (bułg.: Тракийски български апостолически викариат; łac.: Apostolicus Vicariatus Thraciae Bulgarorum) – historyczna jednostka podziału terytorialnego Bułgarskiego Kościoła katolickiego w Imperium Osmańskim działająca w latach 1883–1926. Swoim zasięgiem obejmowała wilajet Edirne oraz Rumelię Wschodnią i Księstwo Bułgarii, a po ich zjednoczeniu w 1908, Carstwo Bułgarii. Siedziba ordynariusza znajdowała się w Cerkwi Świętego Patriarchy Eliasza w Adrianopolu.

## Historia
Ciągły wzrost poczucia tożsamości narodowej Bułgarów, utworzenie w 1876 roku autonomicznego państwa bułgarskiego oraz nadanie autonomii Rumelii Wschodniej sprzyjało rozwojowi Bułgarskiego Kościoła Prawosławnego i Katolickiego. Administrowanie wspólnotami bułgarskimi rozproszonymi na dużym obszarze, obejmującym poza Bułgarią i Rumelią tereny Macedonii, Tracji i stolicę imperium, Stambuł, stało się bardzo trudne. W tej sytuacji, w 1882 roku Stolica Apostolska postanowiła o reorganizacji struktury Bułgarskiego Kościoła katolickiego, czego efektem było utworzenie wikariatów apostolskich Konstantynopola, Macedonii oraz Tracji. 7 kwietnia 1883 roku ordynariuszem Bułgarskiego Wikariatu Apostolskiego Tracji został mianowany dotychczasowy wikariusz generalny Nila Izvorova Michał Petkow . 22 kwietnia abp Nil Izvorov w asyście bp. Beniamina Evsebidhesa i bp. Fedele Abatiego udzielił mu sakry biskupiej z tytularną stolicą w Hebron.  W 1897 roku liczba wiernych wynosiła 3000 osób, w 12 parafiach. Na terenie wikariatu znajdowało się 10 kościołów i 7 kaplic, w których posługiwało 19 księży diecezjalnych oraz dziewięciu ojców zakonnych, należących do wspólnot zmartwychwstańców i Asumcjonistów. W 1903 roku liczba wiernych wzrosła do 4600 w 17 parafiach. Posługę pełniło 20 księży diecezjalnych, 11 zakonników rytu bizantyjsko-słowiańskiego i 13 rzymskokatolickich w 12 kościołach i 8 kaplicach.
Wybuch wojen bałkańskich dramatycznie zmienił sytuację w wikariacie trackim. W wyniku pierwszej wojny bałkańskiej dach nad głową straciło prawie 3,5 tysiąca wiernych zamieszkujących tereny Turcji . W tej sytuacji znaczna część wiernych przeniosła się na terytorium Bułgarii. Również biskup Michał Petkow przeniósł się z całą administracją do Sofii  .  Sytuacja pogorszyła się w trakcie II wojny bałkańskiej, kiedy to tereny Macedonii zostały podbite przez wojska greckie i serbskie. Rozpoczęły się prześladowania Bułgarów, a wszystkie bułgarskie parafie greckokatolickie, poza Salonikami zostały zamknięte lub zmuszone do przejścia na prawosławie. 29 kwietnia 1914 roku arcybiskup Michał Mirow, zwierzchnik Bułgarskiego Kościoła Katolickiego zwrócił się z prośbą do biskupa Michała Petkowa o przyjęcie pod swoją jurysdykcję 11 parafii z 13 duchownymi i  3000 wiernych uchodźców z Macedonii , którzy schronili się w Bułgarii. W ten sposób sytuacja na terenach Bułgarii stała się jeszcze bardziej krytyczna. Liczba parafii wzrosła z 8 w 1913 roku do 31 w roku 1914, z czego 20 nie posiadały stałej opieki duszpasterskiej, kościołów i szkół . 17 lutego 1915 roku bp Petkow przeniósł się do Płowdiwu, a po zakończeniu I wojny światowej powrócił do Edirne, gdzie zmarł 27 maja 1921 roku  . W 1920 roku papież Benedykt XV przekazał sumę 1,6 mln lewów na budowę cerkwi greckokatolickiej w Sofii, której kamień węgielny został poświęcony 17 września 1922 roku. Otwarcie i poświęcenie Cerkwi pod wezwaniem Zaśnięcia Matki Bożej odbyło się 27 sierpnia 1924 roku .
13 czerwca 1921 roku biskup Isaias Papadopoulos, będący przedstawicielem Kongregacji ds. Kościołów Wschodnich w Bułgarii, tymczasowym administratorem wikariatu mianował księdza Christophera Kondowa, podnosząc go do godności archimandryty . 25 czerwca w imieniu Stolicy Apostolskiej biskup Wikenti Pejew, ordynariusz Wikariatu apostolskiego Sofii i Płowdiwu, mianuje Konodowa administratorem apostolskim wikariatu trackiego . To jego staraniem przyśpieszono budowę cerkwi Zaśnięcia Matki Bożej w Sofii. Na przełomie 1923 i 1924 roku stan zdrowia Konodowa pogorszył się i 6 stycznia 1924 poprosił Kongregację ds. Kościołów Wschodnich o zwolnienie z urzędu . 20 lutego kard. Porcelli udzielił mu tymczasowego zwolnienia z urzędu, powołując administratorem apostolskim sede plena za namową biskupa Pejewa księdza Jozafata Kozarowa . Jednak 11 kwietnia 1924 roku archimandryta Konodow umarł, a Jozefat Kozarow został administratorem apostolskim . 19 marca 1925 roku papież Pius IX powołał arcybiskupa Angela Roncallego na wizytatora apostolskiego Kościoła wschodniego w Bułgarii . Roncalli przybył do Bułgarii 25 kwietnia i od razu przystąpił do pracy, dokonując objazdu po parafiach, organizując rozmowy z duchowieństwem. 30 kwietnia spotkał się z carem Borysem III, a 28 sierpnia ze Świętym Soborem Egzarchatu Bułgarii. 3 listopada 1925 roku umarł Jozefat. Kilka dni później Rancalli wyznaczył na administratora diecezjalnego Stefana Kurteffa oraz przystąpił do przygotowania projektu reorganizacji bułgarskiego Kościoła. Efektem tych prac było utworzenie 25 lipca 1926 roku Egzarchatu Apostolskiego w Sofii, obejmujący swoim zasięgiem terytorium państwa bułgarskiego, natomiast wierni z terenów Tracji przeszli pod jurysdykcję Egzarchatu apostolskiego europejskiej części Imperium Tureckiego Greckiego Kościoła Katolickiego. Jego ordynariuszem został biskup Stefana Kurteff, który przybrał imię Cyryl.

## Wikariusze apostolscy Tracji
- biskup Michał Petkow (7 kwietnia 1883 – 27 maja 1921)[4]
- archimandryta Christopher Kondow (25 czerwca 1921 – 20 lutego 1924; administrator apostolski)[6] 
  - Jozafat Kozarow (20 lutego 1924 – 11 kwietnia 1924; administrator apostolski sede plena)[6]
- archimandryta Jozafat Kozarow (11 kwietnia 1924 – 3 listopada 1925; administrator apostolski)[7] 
  - Stefan Kurteff (listopad 1925 – lipiec 1926; tymczasowy administrator apostolski)[8]